# Обокша
Обокша — река в Архангельской области России.
Протекает по территории Плесецкого, Приморского и Холмогорского районов. Устье реки находится в 188 км от устья Северной Двины по левому берегу. Длина реки составляет 132 км, площадь водосборного бассейна — 1500 км².
В устьевой части реку пересекает мост автодороги Холмогоры.

## Притоки
(расстояние от устья)
- 19 км: ручей Хивка (пр)
- 24 км: река Червозерка (лв)
- 30 км: река Сеза (лв)
- 37 км: река Модья (пр)

## Данные водного реестра
По данным государственного водного реестра России, относится к Двинско-Печорскому бассейновому округу. Речной бассейн — Северная Двина, речной подбассейн — Северная Двина ниже места слияния Вычегды и Малой Северной Двины, водохозяйственный участок — Северная Двина от впадения реки Ваги до устья, без реки Пинеги.
Код объекта в государственном водном реестре — 03020300412103000034536.